# Güßbach (Main)
Der Güßbach ist ein Fließgewässer 3. Ordnung im Gebiet der Gemeinde Breitengüßbach und zuletzt der Stadt Baunach im bayerischen Landkreis Bamberg. Nach einem über 5 km langen, ungefähr westlichen Lauf auch durch den Ort Breitengüßbach selbst mündet er von links in den Main. Zusammen mit dem längsten seiner Oberläufe, dem Zeilangergraben, erreicht er eine Gesamtlänge von fast 11 km, auf denen er ein Gefälle von etwa 128 m hat.

## Name
Der Name setzt sich zusammen aus dem Grundwort -bach und dem althochdeutschen Wort *gusi bzw. gussi mit der Bedeutung 'Wasserschwall, Überschwemmung'.

## Geographie
Der Güßbach entsteht östlich des Pfarrdorfes Breitengüßbach am Abzweig der Kreisstraße BA 6 von der BA 16 nahe der Kläranlage des Kirchdorfes Zückshut auf etwa 256 m ü. NHN. Dort fließt der etwas längere rechte Quellarm Zeilangergrabens mit dem linken Kesselbach zusammen, der das größere Einzugsgebiet hat.

### Rechter Oberlauf Zeilangergraben
Der Zeilangergraben  entsteht auf etwa 364 m ü. NHN an der Gemeindegrenze zu Markt Zapfendorf neben der BA 6 wenig südöstlich von dessen Kirchdorf Sassendorf in der Feldflus und fließt zunächst etwa westlich. Nachdem er das Breitengüßbacher Kirchdorf Hohengüßbach wenig vor dem Nordrand passiert hat, tritt er in ein Waldtal unter dem Hang Sommerleite ein, an dessen Ende er sich auf nur noch wenig über 280 m ü. NHN rasch nach Süden wendet und nun an der Waldgrenze des Kellerholzes zur offenen Flur auf dem rechten Hang um das mit Breitengüßbach zusammengewachsene Unteroberndorf entlangläuft. Nach der Pfaffenwiese unterquert er die BA 16, an deren Südseite er auf etwa 256 m ü. NHN mit dem Kesselbach zusammenfließt.

### Linker Oberlauf Kesselbach
Der Kesselbach, der längere, aber nur unbeständig schüttende Oberlauf des Güßbachs, entsteht etwa 300 Meter östlich der Quelle des Zeilangergrabens an der von der BA 6 zur Einöde Leimershof führenden BA 10 auf fast derselben Höhe wie dieser. Er fließt zunächst südwärts und im Wald Röhrigholz mit einem deutlich kürzeren, aber beständigen linken Oberlauf zusammen, der am Ende der sich vom Leimershof nach Süden erstreckenden Solaranlage auf nur etwa 310 m ü. NHN entsteht. In nun beständigem Lauf zieht der Kesselbach von hier an westsüdwestlich, meist frei mäandernd durch Wald und auf der Gemeindegrenze zu Memmelsdorf zum Breitengüßbacher Kirchdorf Zückshut. An dessen Nordrand vorbei fließt er, von dort an begradigt weiter westlich, passiert unterhalb des Straßendorfs die Kläranlage, wechselt auf die andere Seite der es durchziehenden BA 16 und vereint sich dann bald mit dem rechten Zeilangergraben zum Güßbach.

### Unterlauf Güßbach
Der Güßbach behält die westliche Fließrichtung des Kesselbaches bei und durchquert zunächst das bewaldete Flurstück Untere Gehäu. Dort zweigt auf 250 m ü. NHN der parallel verlaufende Mühlgraben ab und beide Gewässer treten in den Ortsbereich von Breitengüßbach selbst ein. Nach der zweiten querenden Dorfstraße Erlein vereinen sich die Zweige wieder, worauf der Bach sogleich die Trasse der Bahnstrecke Bamberg–Hof unterquert. Westlich der Bamberger Straße schwenkt er auf etwas nördlicherem Lauf in den alten Ortskern und unterquert anschließend verdolt das Gelände der Kath. Pfarrkirche St. Leonhard und deren mittelalterlichen Friedhof. Westlich der Bachgasse tritt er wieder zu Tage und erreicht die neuere Gewerbezone, in welcher ihn die A 73 Nürnberg–Suhl kreuzt. Weiter nordwestlich nehmen einige, zusammen etwa 40 Hektar große Baggerseen den inzwischen flachen Grund im Maintal ein, an denen der offene Lauf zunächst endet. Jenseits der B 279 an der Westseite des zur Seengruppe gehörenden Brückenhaussees mündet er dann fast 11 km unterhalb der Quelle des Zeilangergrabens von links und Osten auf etwa 236 m ü. NHN, inzwischen schon auf Baunacher Stadtgebiet, in den Obermain.

### Einzugsgebiet
Das fast 14 km² große Einzugsgebiet liegt im Unterraum Rodach-Itz-Hügelland des Naturraums Itz-Baunach-Hügelland. Sein mit etwa 374 m ü. NHN höchster Punkt liegt wenig entfernt von den Ursprüngen beider Oberläufe zwischen Sassendorf und dem Leimershof.
Reihum von der Mündung an grenzen die Einzugsgebiete der folgenden Nachbargewässer an:
- Im Nordwesten und Norden gibt es nur kurze Zuflüsse zum Main, einen namenlosen Bach durch Unteroberndorf und den Schmerzengraben weiter aufwärts, der dem Fluss aus einem Waldtal zufließt;
- im Nordosten liegt jenseits des höchsten Abschnitts der Wasserscheide das Quellgebiet des Laufer Bachs, der noch oberhalb des Schmerzengrabens ebenfalls in den Main mündet;
- im Osten entwässert das angrenzende Gebiet zum Leitengraben und im Südosten zum Gaisbach, beides rechte Zuflüsse des Leitenbachs, der nunmehr ein gutes Stück unterhalb des Güßbachs in den Main mündet;
- im Südwesten schließlich führen der Bösengraben und sein rechter Zufluss Leigraben den Abfluss zum Main;
- im Westsüdwesten noch weiter aufwärts zur Güßbach-Mündung herauf haben sich in der breiten Maintalebene keine größeren Fließgewässer gebildet.

## Zuflüsse
| Stat. in km | Name            | GKZ      | Lage       | Vorfluter | Länge in km | EZG in km² | MQ in m³/s | Mündung Koordinaten                | Mündungshöhe in m ü. NHN | Quelle Koordinaten                                      | Quellhöhe in m ü. NHN | Bemerkungen       |
| ----------- | --------------- | -------- | ---------- | --------- | ----------- | ---------- | ---------- | ---------------------------------- | ------------------------ | ------------------------------------------------------- | --------------------- | ----------------- |
| ca. 5,4     | Zeilangergraben | 241912   | rechter OL | Güßbach   | ca. 5,500   | ca. 04,700 |            | ⊙ Einmündung der BA 6 in die BA 16 | 256 00000                | ⊙ südöstlich von Sassendorf an Gemeindegrenze und BA 6  | 364 00000             | [ BA 3 ] [ BA 4 ] |
| ca. 5,4     | Kesselgraben    | 241912-? | linker OL  | Güßbach   | ca. 5,100   | ca. 05,700 |            | ⊙ Einmündung der BA 6 in die BA 16 | 256 00000                | ⊙ westlich Leimershof an BA 10 nahe der Gemeindegrenze  | 363 00000             | [ BA 3 ] [ BA 4 ] |
| 00000,0     | Güßbach         | 241912   | links0     | Main      | ca. 5,400   | ca. 13,900 |            | ⊙ am Brückenhaussee                | 236 00000                | ⊙ westlich Zückshut an Einmündung der BA 6 in die BA 16 | 256 00000             | [ GV 1 ] [ GV 2 ] |

Anmerkungen zur Tabelle
1. ↑  Gewässerkennzahl, in Deutschland die amtliche Fließgewässerkennziffer mit zur besseren Lesbarkeit eingefügtem Trenner hinter dem Präfix, das einheitlich für den allen gemeinsamen Vorfluter Güßbach steht.

## Geschichte
Bis ins 19. Jahrhundert trieb die Wasserkraft des Güßbaches östlich des Ortskerns von Breitengüßbach an der heutigen Straße Erlein die Gutsbacher Mühle⊙ an, von der noch ein hier zurücklaufender paralleler Mühlgraben zeugt.
Die Baggerseenplatte an der Mündung liegt im Bereich alter Flussschlingen des Mains, deren östliche noch im 19. Jahrhundert näher am heutigen Westrand von Breitengüßbach vorbeizog. Die heutige Grenze des Gemeindegebiets zu Baunach liegt am alten Niederungsrand etwas vor dem alten Breitengüßbacher Ufer. In diesen Arm mündete zu dieser Zeit der Güßbach deshalb wenig nach der heutigen Grenze zu Baunach noch östlich der B 279.⊙

### BayernAtlas („BA“)
Amtliche Online-Gewässerkarte mit passendem Ausschnitt und den hier benutzten Layern: Lauf und Einzugsgebiet des Güßbachs

Allgemeiner Einstieg ohne Voreinstellungen und Layer: BayernAtlas der Bayerischen Staatsregierung (Hinweise)
1. 1 2 3 4 5 6 7 8 9 10 11  Höhe abgefragt auf dem Hintergrundlayer Amtliche Karte (Rechtsklick).
2. ↑  Höhe nach blauer Beschriftung auf dem Hintergrundlayer Amtliche Karte.
3. 1 2  Länge abgemessen auf dem Hintergrundlayer Amtliche Karte.
4. 1 2  Einzugsgebiet abgemessen auf dem Hintergrundlayer Amtliche Karte.
5. ↑  Siehe das zuschaltbare Layer Historische Karte.

### Gewässerverzeichnis Bayern („GV“)
1. ↑  Länge nach: Verzeichnis der Bach- und Flussgebiete in Bayern – Flussgebiet Main, Seite 33 des Bayerischen Landesamtes für Umwelt, Stand 2016 (PDF; 3,3 MB)
2. ↑  Einzugsgebiet nach: Verzeichnis der Bach- und Flussgebiete in Bayern – Flussgebiet Main, Seite 33 des Bayerischen Landesamtes für Umwelt, Stand 2016 (PDF; 3,3 MB)

### Sonstige
1. ↑  Albrecht Greule: Deutsches Gewässernamenbuch. Walter de Gruyter, Berlin / Boston 2014, ISBN 978-3-11-057891-1, S. 197, „Güßbach“ (Auszug in der Google-Buchsuche).
2. ↑  Karl Albert Habbe: Die naturräumlichen Einheiten auf Blatt 153 Bamberg – Ein Problembündel und ein Gliederungsvorschlag. In: Mitteilungen der Fränkischen Geographischen Gesellschaft 2003/2004, S. 55–102